# Hugh John Casey
Pour les articles homonymes, voir Casey.
Vous lisez un « bon article » labellisé en 2023.
Hugh John Casey, né le 7 juin 1898 à Brooklyn dans l'État de New York et mort le 30 août 1981 à White River Junction dans le Vermont, est un ingénieur militaire et un major général de l'Armée de terre des États-Unis, diplômé de l'académie militaire de West Point.
En 1934, Hugh John Casey fréquente l'Université technique de Berlin et obtient un doctorat en ingénierie l'année suivante. Il rédige de nombreux rapports sur la gestion des inondations pour la ville de Pittsburgh et participe à la conception du barrage de Deadman Island sur la rivière Ohio. Il devient également chef de la division ingénierie du projet d'énergie marémotrice de la baie de Passamaquoddy. Il se rend aux Philippines en 1937, pour conseiller le gouvernement local sur l'hydroélectricité et la gestion des inondations. Au début de la Seconde Guerre mondiale, il contribue à l'élaboration des projets de construction en temps de guerre, notamment la conception du plan de masse du Pentagone, plus grand immeuble de bureaux au monde. Hugh John Casey est nommé ingénieur en chef sous les ordres de Douglas MacArthur pendant la bataille de Bataan et durant l'occupation du Japon. Lors de la bataille de Leyte, il est chargé du commandement de l'Army Support Command (ASCOM), organisme de l'armée américaine responsable de toutes les activités de construction et de logistique dans les zones d'opération.
Au terme de sa carrière militaire, Hugh John Casey travaille pour la distillerie Schenley Industries jusqu'en 1965. Il est également président de la New York City Transit Authority entre 1953 et 1955. Hugh John Casey meurt d'un infarctus le 30 août 1981, à l'âge de 83 ans.

## Famille
Hugh John Casey naît à Brooklyn le 7 juin 1898, de John J. Casey, entrepreneur, et de Margaret L. Casey. Ses grands-parents sont des immigrants irlandais et anglais installés en Pennsylvanie. Ayant servi du côté de l'Union pendant la guerre de Sécession, son grand-père meurt au combat durant la bataille de Shiloh.

## Jeunesse et études

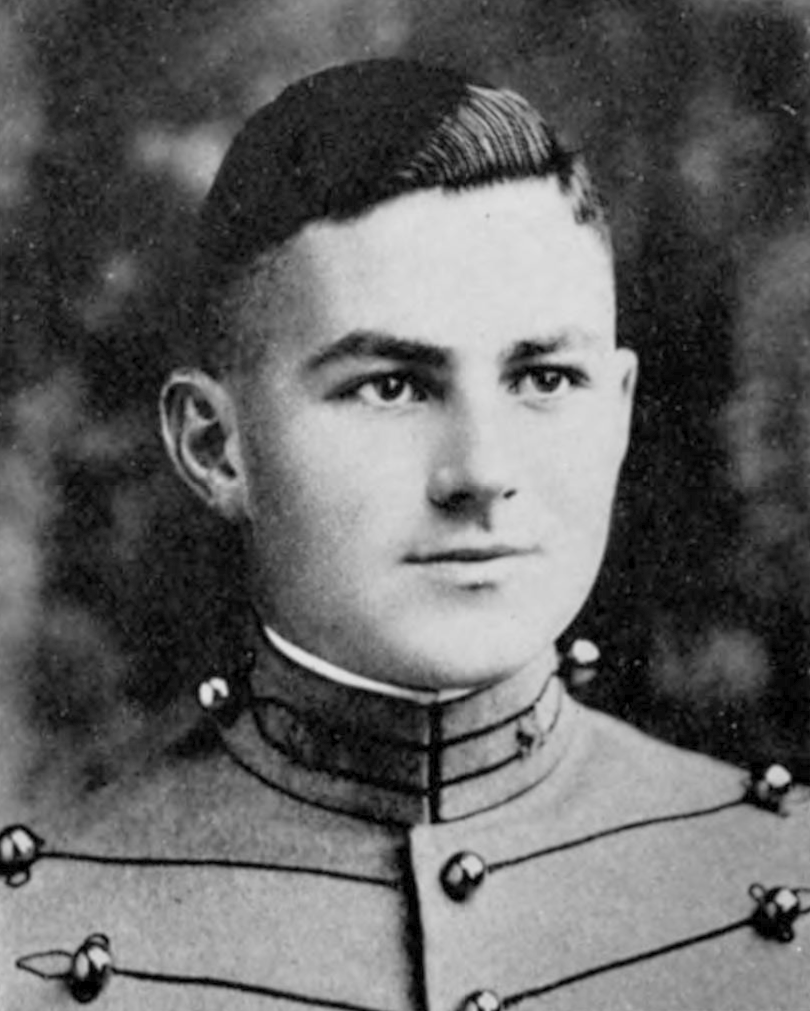
Hugh John Casey à West Point, en 1918.

Entre 1910 et 1914, Hugh John Casey étudie au Manual Training High School où il obtient son diplôme à l'âge de 15 ans. Il obtient une bourse d'études de l'État de New York et intègre le Brooklyn Collegiate and Polytechnic Institute où il étudie le génie civil. Un an après, il passe un concours organisé par Daniel J. Griffin, membre du Congrès et président de la commission des forces armées de la Chambre des représentants des États-Unis, pour entrer dans l'Académie militaire de West Point. Hugh John Casey se classe premier parmi 62 candidats, mais il doit falsifier son âge afin de pouvoir intégrer l’Académie,.
Hugh John Casey entre à West Point en 1915. Il a comme voisin de chambre Lucius D. Clay, qui au fil du temps devient un de ses amis proches. Dans les activités sportives, Casey joue au football américain au poste de demi-arrière et remplaçant d'Elmer Oliphant, qu'il aide régulièrement à s'améliorer en mathématiques. Reconnaissant d'avoir pu intégrer West Point, il écrit souvent à Daniel J. Griffin pour le tenir au courant du déroulement de ses études et lui envoie des tickets de match de football. En 1920, Griffin valide directement la candidature de Martin Charles Casey, le jeune frère de Hugh John Casey, qui intègre l'académie de West Point sans avoir à passer par un concours. Martin sert dans l'artillerie côtière pendant onze ans avant de quitter l'armée le 30 novembre 1931, pour raison médicale. Souffrant notamment de migraine chronique, il réussit cependant à se reconvertir et devient plus tard un avocat prospère,. Les deux frères sont surnommés « Pat » durant leur passage à West Point.

## Première Guerre mondiale
En raison des exigences imposées par l'armée à la suite de l'entrée des États-Unis dans la Première Guerre mondiale, la sortie de promotion de la classe 1920 dont fait partie Hugh John Casey est avancée au 12 juin 1918. Il se classe troisième de sa promotion et obtient une nomination au grade de captain dans le Corps du génie de l'armée des États-Unis. Hugh John Casey est stationné au camp AA Humphreys, en Virginie, d'abord en tant qu'instructeur, puis au poste de commandant de compagnie du 219th Engineers, à partir de septembre 1918. En novembre, le 219th Engineers est délocalisé à Camp Dodge, dans l'Iowa. Casey retourne en Virginie en septembre 1919, afin de continuer ses formations à l'école d'ingénieurs du camp AA Humphreys.
À partir du mois de juin 1920 jusqu'au mois de mai 1922, Hugh John Casey sert avec les forces d'occupation américaines en Rhénanie. Il ambitionne de rédiger sa thèse de doctorat en allemand et profite de cette affectation pour améliorer sa maîtrise de cette langue. Le 22 mai 1922, il épouse Dorothy Ruth Miller, fille du colonel R.B. Miller, chirurgien en chef des forces américaines stationnées à Coblence. Les jeunes mariés font leur voyage de noces dans le sud de l'Allemagne, en Autriche ainsi qu'en Suisse. Le couple a trois enfants dont deux garçons, Hugh Boyd et Keith Miles, et une fille, Patricia.

## Durant l'entre-deux-guerres

### Inondation de Pittsburgh

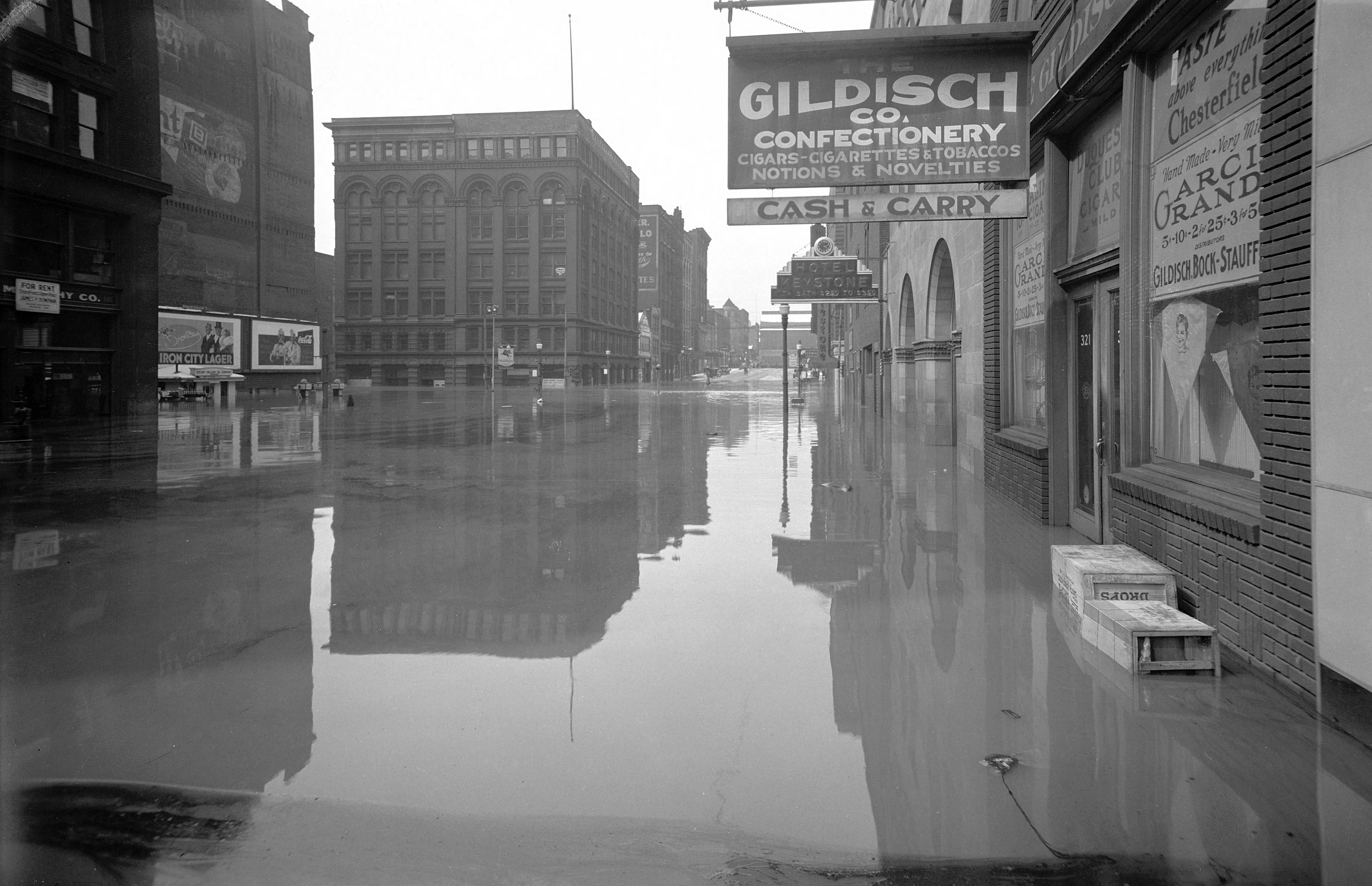
Une rue de Pittsburgh submergée par l'eau durant l'inondation de 1936.

Au grade de first lieutenant, Hugh John Casey occupe le poste d'officier responsable de l'unité du génie militaire du Reserve Officers Training Corps (ROTC), entre 1922 et 1926,. Il retourne de nouveau au camp AA Humpreys en 1926, afin de suivre une formation destinée aux commandants de compagnie. En 1927, il occupe à Pittsburgh son premier poste dans le civil en tant qu'assistant ingénieur, où il est chargé de rédiger un vaste rapport sur la lutte contre les inondations. Sévèrement critiqué, le rapport est jugé irréaliste par les membres de la commission de contrôle des inondations de Pittsburgh, qui pensent que les expertises de Hugh John Casey planifient les détails d'une « inondation qui n'a jamais eu lieu et ne se produira jamais ». Le dit rapport est donc mis sous le tapis, jusqu'au 17 mars 1936 où la ville de Pittsburgh subit de la pire inondation de son histoire. Durant la catastrophe, les recommandations contenues dans le rapport, pourtant ignorées depuis presque une décennie, sont appliquées à la lettre par les autorités de la ville. Le Flood Control Act de 1936 confie officiellement la gestion de la lutte contre les inondations au Corps du génie de l'armée des États-Unis, assisté par quelques organismes fédéraux. Hugh John Casey contribue également à la construction de l'écluse et du barrage de Deadman Island, sur la rivière Ohio.

### Premiers postes importants et doctorat
En septembre 1929, Hugh John Casey est affecté au Board of Engineers for Rivers and Harbors à Washington. Son travail consiste à évaluer la faisabilité de tous les projets fluviaux et portuaires à travers le territoire des États-Unis, y compris les projets de gestion des inondations et d'énergie hydroélectrique. Il est également responsable de la communication avec les sénateurs et membres du Congrès américains. Durant cette période, il co-conçoit et brevette avec John J. Kingman un dispositif d'amarrage pour les écluses de navigation,.
En 1933, Hugh John Casey obtient une bourse de l'American Society of Mechanical Engineers pour étudier l'hydraulique et le génie civil en Allemagne. Il entre à l'université technique de Berlin en 1934 et obtient un doctorat en ingénierie vers la fin de l'année suivante. Sa thèse, rédigée en allemand, porte sur le processus de charriage dans les cours d'eau. De retour aux États-Unis en juin 1935, Casey est affecté à Eastport, dans le Maine, au poste de chef de la division ingénierie sur un projet d'énergie marémotrice dans la baie de Passamaquoddy, où il établit un laboratoire d'essais sur béton sous la supervision de Charles E. Wuerpel. Ce laboratoire existe encore en 1993 et faisait partie de la Waterways Experiment Station à Vicksburg. Entravé par les bras de fer politique au niveau fédéral, le projet Passamaquoddy est finalement abandonné. Vers la fin de l'année 1935, Hugh John Casey collabore avec le Boston Engineer District pour effectuer des investigations sur le contrôle des inondations dans la vallée du fleuve Connecticut.

### Philippines
En 1937, Hugh John Casey et Lucius Clay sont envoyés au Commonwealth des Philippines pour donner des recommandations au gouvernement local sur l'hydroélectricité et le contrôle des inondations. Les deux hommes et leur équipe collaborent avec quelques compagnies d'électricité philippines, afin de mener une série d'enquêtes scientifiques sur le fleuve Agno. Après le retour de Clay aux États-Unis au terme de ces enquêtes, Casey élabore des plans pour le barrage de Caliraya, un projet d'hydroélectricité doté d'une puissance de 40 000 chevaux impériaux (29 800 kW) dont le coût est estimé à 500 000 dollars (
27 millions actuels). Accompagné du lieutenant-colonel Dwight D. Eisenhower, chef d'état-major de Douglas MacArthur et de M. Rodriquez de la National Power Corporation, Hugh John Casey présente officiellement le projet au président Manuel L. Quezon, qui donne son aval. Le 1er février 1940, Hugh John Casey est promu au grade de major.

## Seconde Guerre mondiale

### Washington

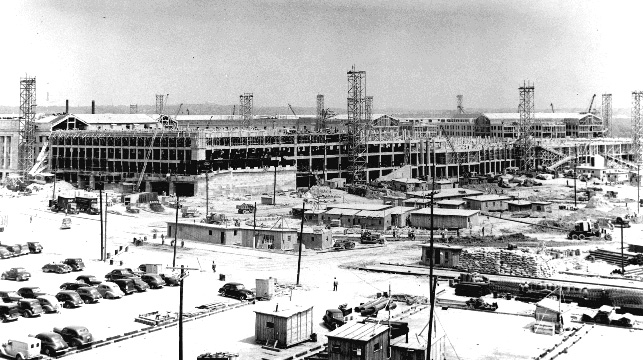
Vue nord-ouest du chantier du Pentagone, en juillet 1942.

En octobre 1940, Hugh John Casey retourne à Washington et devient chef du département ingénierie et conception au bureau du quartier-maître général, sous les ordres de Brehon Burke Somervell, alors brigadier général. Sa nomination coïncide avec la mise en œuvre d'un vaste programme de construction faisant partie des efforts de guerre des États-Unis durant la Seconde Guerre mondiale. Avec l'aide de l'architecte George Bergstrom, ancien président de l'American Institute of Architects, Hugh John Casey modernise la conception des casernes en ajoutant de nouveaux éléments qui en améliorent le confort, la sécurité et la durabilité. Hugh John Casey et son équipe estiment que les anciennes casernes, dont la capacité est de 63 hommes, doivent être remplacées par des bâtiments plus grands pouvant accueillir jusqu'à 74 hommes. De plus, en augmentant légèrement la taille des casernes, des économies substantielles sont faites par la réduction du nombre de bâtiments à construire. Hugh John Casey est promu lieutenant-colonel le 8 avril 1941.

### Conception du Pentagone
Dans l'après-midi du jeudi 17 juillet 1941, le général Brehon Burke Somervell convoque Hugh John Casey et George Bergstrom, pour leur confier la conception des plans d'un énorme complexe de bureaux pouvant accueillir les 40 000 employés du département de la guerre,. Somervell leur donne 4 jours pour concevoir les plans du bâtiment, qu'il imagine comme une structure moderne de quatre étages, dépourvue d'ascenseur. Construit sur le site de l'ancien aéroport de Washington-Hoover, le bâtiment devient plus tard le Pentagone, plus grand immeuble de bureaux au monde. Au cours de ce « week-end très chargé », l'équipe de Casey et Bergstrom établit les plans d'une structure de quatre étages avec cinq côtés, d'une superficie de 474 000 m2, soit le double de celle de l'Empire State Building. Le coût de ce projet est estimé à 35 000 000 dollars (
608 millions actuels).

### Pacifique sud-ouest

#### Bataille des Philippines
En septembre 1941, Hugh John Casey est nommé ingénieur en chef sous les ordres du général Douglas MacArthur. Il arrive à Manille en octobre, peu de temps avant le début de la guerre du Pacifique et a à sa disposition des engins de chantier de la National Power Corporation utilisés sur le projet Caliraya,. Alors que les troupes de MacArthur se replient à Bataan, Hugh John Casey supervise les démolitions effectuées par les soldats équipés d'explosifs, actions pour lesquelles il est décoré de la Distinguished Service Cross. Il est également promu colonel le 19 décembre 1941 et brigadier général le 25 janvier 1942. Il reste à Bataan avec cinq officiers, tandis que le général Douglas MacArthur et seize membres d'état-major parviennent à quitter Corregidor pour s'enfuir en Australie. Casey et les officiers ne les rejoignent qu'en mars 1942. Hugh John Casey est décoré de l'Army Distinguished Service Medal pour son service durant la bataille des Philippines,.

#### Campagne de Nouvelle-Guinée
À son arrivée en Australie en mars 1942, Hugh John Casey occupe encore son poste d'ingénieur en chef au sein de l'état-major de Douglas MacArthur, alors commandant suprême du Southwest Pacific Area (SWPA). Il participe à la campagne de Nouvelle-Guinée et fait face à d'énormes défis d'ingénierie, notamment à cause du mauvais état des rares infrastructures présentes sur l'île de Nouvelle-Guinée, constituée en grande partie de montagnes et de forêts. Hugh John Casey est chargé d'améliorer l'état de ces infrastructures afin de soutenir les opérations en cours. Pour lui fournir une expertise supplémentaire, il fait affecter Leif Sverdrup dans son équipe, en tant que chef de la section construction, avec le grade de colonel. Les ingénieurs américains présents sur la zone sont peu nombreux, ce qui oblige Casey à travailler en étroite collaboration avec le général de division Clive Steele, son homologue de l'armée australienne. Pour les travaux de construction en Australie, Hugh John Casey et son équipe sont assistés par des agences gouvernementales et des civils de l'Allied Works Council.

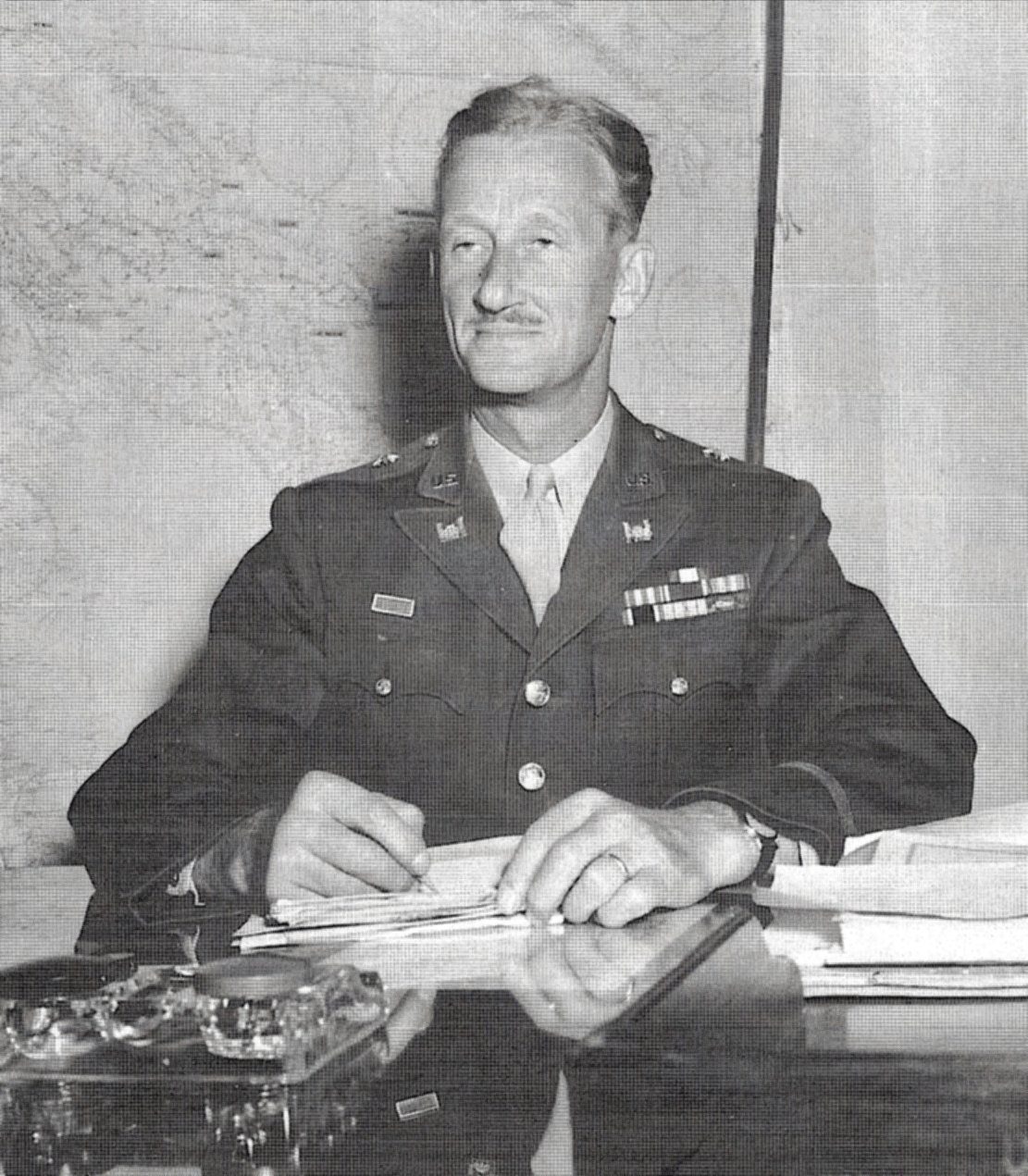
Durant la Campagne de Nouvelle-Guinée, Hugh John Casey est assisté par le colonel Leif Sverdrup.

Durant cette période, il réussit à repousser la mainmise de l'armée de l'air sur son équipe d'ingénieurs aéronautiques. Il a cependant du mal à contrôler les activités de la Force aérienne royale australienne qui met en place ses propres escadrons de génie militaire.
Alors qu'il doit superviser d'énormes travaux de construction, les matériaux à disposition de Hugh John Casey commencent à s'épuiser. La situation est d'autant plus compliquée lorsque les nouvelles unités du génie militaire arrivent en Australie sans leurs équipements, alors transportés sur d'autres navires amarrés à des centaines voire des milliers de kilomètres des zones d'opération. Au fil de leur utilisation, les engins comme les tracteurs, les niveleuses, les bétonnières ainsi que les équipements de soudage tombent souvent en panne, faute d'entretiens systématiques. La gestion du stock de matériaux est par ailleurs problématique, puisque l'état-major de Douglas MacArthur ne dispose pas d'unité de coordination et de gestion globale des ressources. À cela s'ajoute la pénurie de pièces de rechange pour réparer les engins qui tournent 24 heures sur 24. En règle générale, Hugh John Casey doit se débrouiller avec les matériaux disponibles sur place pour accomplir ses tâches, puisque les demandes d'approvisionnement envoyées sur le continent mettent des mois à arriver.
En septembre 1942, Douglas MacArthur décide d'envoyer un régiment pour déborder les troupes japonaises le long de la piste de Kokoda, sur la chaîne Owen Stanley. Pour parcourir les montagnes presque impraticables et tourmentées, Douglas MacArthur envisage de passer par le sentier Kapa Kapa, qui se trouve à 2 700 m d'altitude et présente des obstacles quasiment infranchissables. Casey et Sverdrup sont alors chargés d'examiner le terrain aux alentours du sentier Abau, qu'ils atteignent le 18 septembre. Hugh John Casey commence à explorer la zone portuaire et effectue des sondages à main à bord d'une barque tandis que Sverdrup part pour Jaure avec un petit groupe composé d'un Américain et de deux Australiens de l'Australian New Guinea Administrative Unit, ainsi que dix policiers indigènes de la Royal Papuan Constabulary. Après huit jours passés à Jaure, Sverdrup conclut qu'il est impossible pour les troupes de traverser la zone par voie terrestre. De son côté, Casey constate la profondeur moindre des eaux de la petite zone portuaire, rendant donc extrêmement difficile voire impossible toute navigation, même avec un allège. Toutefois, la petite expédition n'est pas un échec, puisque Sverdrup a repéré un plateau au nord de la chaîne Owen Stanley, que les ingénieurs aménagent par la suite en pistes de décollage, permettant ainsi aux troupes de traverser la chaîne par les airs. Vers la fin de l'année, Hugh John Casey est décoré de la Silver Star.

#### Campagne des Philippines
En Nouvelle-Guinée, la logistique et les travaux de construction sont coordonnées par les états-majors du génie militaire, qui souvent n'arrivent pas à suivre le rythme de travail imposé par un théâtre de conflit aussi difficile. L'échelle des opérations aux Philippines est nettement plus vaste, raison pour laquelle l'Army Service Command (ASCOM) suit une formation express à Brisbane le 23 juillet 1944. Hugh John Casey est chargé du commandement de l'ASCOM et c'est Lief Sverdrup qui occupe provisoirement son poste d'ingénieur en chef auprès de MacArthur. Bien que faisant partie de l'USASOS, l'ASCOM opère sous les ordres de la 6e armée et soutient l'avancée des troupes en établissement des bases à proximité des zones de combat. Durant la bataille de Leyte, l'ASCOM compte 43 000 hommes, dont 21 000 ingénieurs.

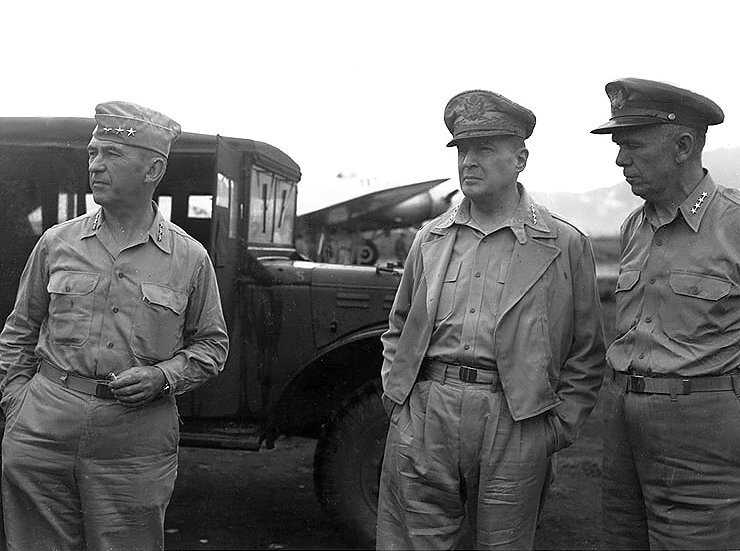
Le commandant de la 6e armée Walter Krueger, le général Douglas MacArthur et le général George Marshall, en 1943.

Hugh John Casey et quelques membres de son équipe débarquent aux Philippines et les travaux commencent sur l'aérodrome de Tacloban, au centre de l'île de Leyte. Cependant, de fortes pluies contraignent l'équipe à interrompre les travaux d'aménagement. Il est alors convenu de construire une nouvelle base sur un site occupé par le quartier général de la 6e armée et, puisqu'il est indispensable d'établir une base aérienne sur Leyte afin de dissuader les Japonais de reconquérir l'île, le lieutenant-général Walter Krueger, alors commandant de la 6e armée, accepte de délocaliser son quartier général pour que les travaux puissent avoir lieu.
Hugh John Casey prévoit de débarquer le premier jour du débarquement dans le golfe de Lingayen en janvier 1945, mais il est retardé d'un jour après que le destroyer sur lequel il voyage ait été dépêché pour escorter un navire de transport endommagé. Malgré d'énormes difficultés, l'ASCOM termine les travaux de constructions dans le respect des délais. Le 13 février 1945, l'ASCOM est intégré à l'USASOS et renommé Luzon Base Section (LUBSEC). Hugh John Casey reprend ensuite son poste d'ingénieur en chef au sein de l'état-major de Douglas MacArthur. Pour ses services à la tête de l'ASCOM, il est décoré de la Légion du Mérite. Il reçoit également des grappes de feuilles de chêne en bronze à sa médaille du service distingué pour ses services en tant qu'ingénieur en chef de l'US Army Forces Pacific.

## Après la guerre
En 1948, Hugh John Casey espère une nomination au poste de chef des ingénieurs après le départ en retraite du lieutenant-général Raymond Albert Wheeler, mais le président Harry S. Truman attribue le poste au major-général Lewis A. Pick. Hugh John Casey est par la suite affecté au Japon, toujours au poste d'ingénieur en chef sous les ordres de Douglas MacArthur, jusqu'à sa retraite de l'armée le 31 décembre 1949. Il publie Engineers of the Southwest Pacific, une série de livres parue en sept volumes qui retrace sa carrière militaire en temps de guerre.
Hugh John Casey reçoit un certain nombre de distinctions étrangères. Il est notamment décoré du Distinguished Service Star par les Philippines, fait Commandeur de l'ordre de l'Empire britannique par l'Australie, fait Commandeur de l'ordre d'Orange-Nassau par les Pays-Bas et nommé Officier de l'ordre national de la Légion d'honneur par la France.

## Les dernières années
Hugh John Casey est président de la New York City Transit Authority de 1953 à 1955 et occupe divers postes chez Schenley Industries, à partir de l'année 1951 jusqu'à sa retraite en 1965. Il adhère également à de nombreuses associations professionnelles et organisations civiques.
Il meurt d'une crise cardiaque le 30 août 1981 à l'hôpital des anciens combattants de White River Junction, dans le Vermont. Il laisse dans le deuil sa femme Dorothy et son fils Keith. Son autre fils, Hugh, meurt avant lui dans un accident d'avion pendant la guerre de Corée. Le père et le fils reposent au cimetière national d'Arlington. En août 1982, le nouveau bâtiment du Humphreys Engineer Center à Fort Belvoir est nommé en son honneur, en présence de sa femme Dorothy et du chef des ingénieurs de l'époque, le lieutenant-général Joseph K. Bratton.

## Distinctions
- Commandeur de l'ordre d'Orange-Nassau